# Escala Riddle
La escala Riddle (también conocida como escala de homofobia Riddle o escala Riddle de homofobia) era una escala psicométrica que medía el grado en que una persona es o no homofóbica. La escala se utilizó frecuentemente en la educación en tolerancia sobre actitudes antidiscriminatorias con respecto a la orientación sexual. Lleva el nombre de su creadora, la psicóloga Dorothy Riddle.

## Descripción general

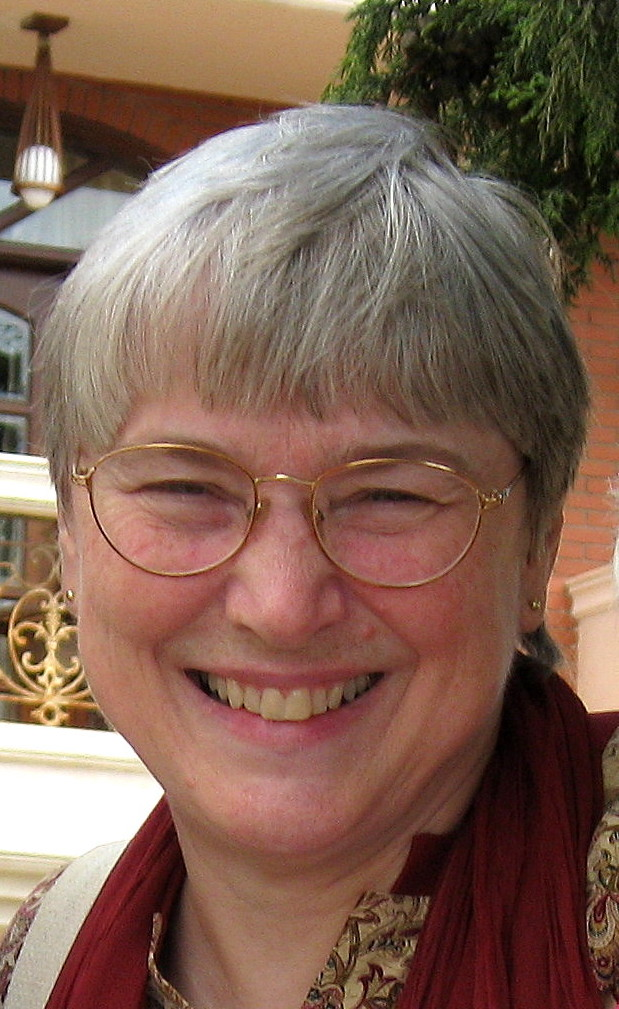
La psicóloga Dorothy Riddle fue quien desarrolló esta escala que lleva su nombre.

La escala de homofobia Riddle fue desarrollada por Dorothy Riddle entre 1973 y 1974 mientras supervisaba la investigación para el Grupo de Trabajo sobre Gays y Lesbianas de la Asociación Estadounidense de Psicología. La escala se distribuyó en charlas y talleres pero no se publicó formalmente durante mucho tiempo; se cita en la literatura como una presentación (inédita) de una conferencia de 1985 o como un artículo de 1994.
En el momento en que se desarrolló, el análisis de Riddle fue una de las primeras clasificaciones modernas de actitudes hacia la homosexualidad. En ese sentido, la escala ha cumplido el propósito que Riddle tenía en mente originalmente: la ideó para explicar el continuo de actitudes hacia gays y lesbianas y para evaluar la cultura institucional actual y deseada de una organización o lugar de trabajo.

## Nivel de medición
La escala Riddle es una escala de intervalos unidimensional tipo Likert de ocho términos con etiquetas nominales y sin punto cero explícito. Cada término está asociado a un conjunto de atributos y creencias; a las personas se les asigna una posición en la escala en función de los atributos que exhiben y las creencias que tienen.
La escala se divide frecuentemente en dos partes: los "niveles de actitud homofóbica" (primeros cuatro términos) y los "niveles positivos de actitud" (últimos cuatro términos).

## La escala
- Repulsión: La homosexualidad es vista como un crimen contra natura. Los gays/lesbianas son consideradas personas enfermas, locas, inmorales, pecadoras, malvadas, etc. Cualquier cosa está justificada para cambiarles: encarcelamiento, hospitalización, terapia conductual, terapia electroconvulsiva, etc.
- Lástima: Representa el chovinismo heterosexual. La heterosexualidad se considera más madura y ciertamente preferible. Se cree que debe reforzarse cualquier posibilidad de volverse heterosexual, y aquellos que parecen haber nacido así deben ser compadecidos como menos afortunados ("los pobres").
- Tolerancia: La homosexualidad se considera una fase del desarrollo de la adolescencia por la que pasan muchas personas y que la mayoría supera con el tiempo. Por lo tanto, las lesbianas y los gays son menos maduros que los heterosexuales y deben ser tratados con la protección y la indulgencia que se tienen con los niños que aún están madurando. Se cree que a las lesbianas y los gays no se les deben dar puestos de autoridad porque todavía están trabajando en su comportamiento adolescente.
- Aceptación: Todavía implica que hay algo que aceptar; se ignora el clima de discriminación existente. Caracterizado por declaraciones como "¡Para mí no eres lesbiana, eres una persona!" o "Lo que haces en la cama es asunto tuyo" o "¡Por mí está bien, siempre y cuando no hagas alarde de ello!".
- Apoyo: Las personas de este nivel pueden sentirse incómodas, pero son conscientes del clima homofóbico y de la injusticia irracional, y trabajan para salvaguardar los derechos de lesbianas y gays.
- Admiración: Se reconoce que ser lesbiana/gay en nuestra sociedad requiere fuerza. Las personas en este nivel están dispuestas a examinar verdaderamente sus actitudes, valores y comportamientos homofóbicos.
- Apreciación: La diversidad de las personas se considera valiosa y las lesbianas/gays son vistos como una parte válida de esa diversidad. Las personas en este nivel están dispuestas a combatir la homofobia en sí mismas y en los demás.
- Fomento: Asume que las personas gay/lesbianas son indispensables en nuestra sociedad. Las personas en este nivel ven a las lesbianas/gays con afecto y deleite genuinos, y están dispuestas a ser sus aliados y defensores.

## Discusión
Al análisis de Riddle se le atribuye el mérito de señalar que, si bien la "tolerancia" y la "aceptación" pueden considerarse actitudes positivas, en realidad deberían tratarse como negativas porque pueden enmascarar un miedo u odio subyacentes (alguien puede tolerar que un bebé llore en un avión mientras al mismo tiempo deseando que cese) o indicar que efectivamente hay algo que debemos aceptar, y que somos nosotros los que tenemos el poder de rechazar o aceptar. Esta observación se generaliza a evaluaciones de actitudes en otras áreas además de la orientación sexual y es uno de los puntos fuertes del estudio de Riddle.
Aunque trata principalmente de las actitudes de los adultos hacia la diferencia, el modelo se ha posicionado en la tradición del desarrollo cognitivo de las etapas de desarrollo moral de Piaget y Kohlberg.
Como escala psicométrica, se ha considerado que la escala Riddle tiene una validez aparente aceptable, pero se desconocen sus propiedades psicométricas exactas.